# Peschiera del Garda
Peschiera del Garda är en ort och kommun i provinsen Verona i regionen Veneto i Italien. Kommunen hade 10 705 invånare (2018).